# Мотовилов, Николай Никанорович
Мотови́лов Никола́й Никано́рович (15 мая 1921 года, Бийск, Алтайский край — 02 августа 2002 года, Барнаул) — советский и российский художник, пейзажист. Член Союза художников СССР. Член Союза художников России.

## Биография

### Детство и юность
Родился 15 мая 1921 года в Бийске в рабочей семье.
Закончил восемь классов в школе № 9 при текстильной фабрике. Посещал художественную студию при местном клубе, где его первым наставником в живописи был Киселев Евгений Матвеевич.
Поступил в Омское художественное училище им. Врубеля, где проучился один семестр под руководством Д. И. Кузнецова в 1937—1938 годах.
Вернувшись в Бийск, сначала работал учителем по рисованию в Смоленской школе. Потом работал в артели художников в селе Алтайское.

### Военная служба
В 1940 году был призван на военную службу, которую проходил матросом торпедного катера на Тихоокеанском флоте. На флоте также писал картины. Участвовал во флотских выставках.
Участвовал в Великой Отечественной войне и войне с Японией.
Был награждён орденом Отечественной войны II степени, медалями «За победу над Германией», «За победу над Японией».

### Послевоенные годы
В 1945 году по рекомендациям главного художника Большого театра М. Сапожникова и скульптора Л. Писаревского был принят в Союз художников СССР.
Вернулся после войны в Бийск.
В 1948 году переехал в Барнаул. Трудился в товариществе «Художник», газете «Алтайская правда». Рисовал декорации для спектаклей в Алтайском краевом и Бийском городском драматических театрах. В 1950–52 годах был председателем правления Алтайской организации Союза художников.
В 1952 году переехал в Новосибирск. В 1960-е годы являлся постоянным членом городского архитектурно-художественного совета при Новосибирском горисполкоме.
В 1985 году перебрался в Бийск. Был главным художником Бийска. По его инициативе в Бийске были созданы филиал Художественного Фонда Союза художников СССР и выставочный зал при краеведческом музее им. В. В. Бианки.

### Постсоветское время
Умер 2 августа 2002 года в Барнауле.

## Творчество
Работы Мотовилова относятся к тематикам: «чистый» пейзаж, сельский пейзаж с жанровыми мотивами, городской пейзаж с элементами архитектуры. В его пейзажах часто встречаются природа русского Севера, горного Алтая, Тувы. Его произведения можно охарактеризовать как лирические, эпические, лирико-содержательные пейзажи. Среди применяемых Мотовиловым техник – масло и темпера. Его работы — образцы советской школы реалистических пейзажей.
Произведения Мотовилова хранятся в Государственном музее изобразительных искусств Алтайского края (Барнаул), Новосибирском государственном художественном музее, в частных коллекциях городов Москва, Сочи, Омск, Новосибирск, Барнаул и Бийск, в Бийском краеведческом музее им. В.В. Бианки.
Участвовал в выставках:
- 1942—1945 — флотские выставки Тихоокеанского флота
- 1945 — всесоюзная флотская художественная выставка, Москва
- 1947 — Сибирская межобластная художественная выставка, Новосибирск
- 1952 — VIII областная художественная выставка, Новосибирск
- 1953 — выставка произведений художников РСФСР, Москва
- 1954 — выставка произведений художников РСФСР, Москва
- 1954 — передвижная выставка произведений сибирских художников, Новокузнецк
- 1955 — выставка произведений художников РСФСР, Москва
- 1956 — выставка произведений художников Сибири и Дальнего Востока, Иркутск
- 1956 — выставка произведений художников театра и кино РСФСР, Москва
- 1957 — областная юбилейная выставка, 10-я, Новосибирск
- 1960 — «Советская Россия», республиканская выставка, Москва
- 1963 — всесоюзная выставка, посвящённая 45-летию Советской Армии, Москва
- 1963 — Новосибирскому союзу художников 30 лет, юбилейная выставка, Новосибирск
- 1969 — «Сибирь социалистическая», зональная выставка, 3-я, Красноярск
- 1974 — «По родной стране», всероссийская выставка, Ленинград
- 1975 — «Сибирь социалистическая», зональная выставка, 4-я, Томск
- 1975 — «Советская Россия», республиканская выставка, 5-я, Москва
- 1976 — «Слава труду», всесоюзная выставка, Москва
- 1980 — «Сибирь социалистическая», зональная выставка, 5-я, Барнаул
- 1983 — областная художественная выставка, посвящённая 90-летию Новосибирска, Новосибирск
- 1985 — «Сибирь социалистическая», зональная выставка, 6-я, Кемерово

Персональные выставки
- 1981/1982 — Новосибирск
- 1986 — Бийск
- 1987 — Бийск
- 1991 — Барнаул
- 2017 — Бийск[1]

### Известные работы
По годам
- 1947 — «Луга реки Бии»
- 1951 — «Заседание революционного комитета в 1919 г.»
- 1954 — «Маслянино. Последний снег»
- 1958 — «Актру»
- 1961 — «Семен Дежнёв»
- 1969 — «Апрель в Бийске»
- 1969 — «Монгольский мотив»
- 1969 — «На юге Тувы»
- 1969 — «Свежий снег»
- 1970 — «Туристские ночи на Алтае»
- 1972 — «Телецкое озеро»
- 1974 — «Полдень. Лагерь геологов»
- 1975 — «На грани веков. Социал-демократы в Сибири»
- 1984 — «Алтай. Будни геологов»
- 1986 — «Под небом Алтая. Геологи»
- 1989 — «Алтай-песнегор»
- 1994 — «Алтайские кедры»
- 2002 — «Алтай. Будни геологов»

С неизвестными годами
- «В горах Алтая»
- «В долине вечности»
- «В кладовой Алтая»
- «Выступление Е. Мамонтова перед Солоновским боем»
- «Заседание военно-революционного Совета в Барнауле»
- «Инженер приехал»
- «Осень над рекой Бией»
- «Первая борозда»
- «Под небом Алтая»
- Проект памятника воинам-бийчанам[2][3]
- «Русалки»
- «Тёплая земля»
- «У стенда века»